# Guiaro
Guiaro là một tổng thuộc  tỉnh Nahouri ở đông nam Burkina Faso. Thủ phủ là thị xã Guiaro. Dân số năm 2006 là 19.733 người..

## Các thị xã, làng xã
Bétaré, Boala, Boassan, Boli, Bouya, Kana, Kollo, Koro, Koumbili, Kountioro, Natiédougou, Nikouem, Nissaré, Nitiana, Oualem, Poré, Sarro và Sia.